# Nuoto ai Giochi della XXIX Olimpiade - 100 metri dorso femminili

## Record
Prima di questa competizione, il record del mondo (WR) e il record olimpico (OR) erano i seguenti.
|  | 58"97 | Natalie Coughlin Stati Uniti | 1º luglio 2008 Omaha, Stati Uniti |
|  | 59"68 | Natalie Coughlin Stati Uniti | 21 agosto 2004 Atene, Grecia      |

Durante l'evento sono stati migliorati i seguenti record:
| Data      | Evento        | Atleta          | Nazione  | Tempo | Record |
| --------- | ------------- | --------------- | -------- | ----- | ------ |
| 10 agosto | 5ª batteria   | Anastasia Zueva | Russia   | 59"61 |        |
| 10 agosto | 6ª batteria   | Reiko Nakamura  | Giappone | 59"36 |        |
| 10 agosto | 7ª batteria   | Kirsty Coventry | Zimbabwe | 59"00 |        |
| 11 agosto | 2° semifinale | Kirsty Coventry | Zimbabwe | 58"77 |        |

## Batterie
Si sono svolte 7 batterie di qualificazione. Le prime 16 atlete si sono qualificati per le semifinali.
- Domenica 10 agosto 2008 - Centro Acquatico Nazionale di Pechino

| #   | Batteria | Corsia | Atleta                     | Nazionalità   | Tempo   | Note |
| --- | -------- | ------ | -------------------------- | ------------- | ------- | ---- |
| 1   | 7        | 5      | Kirsty Coventry            | Zimbabwe      | 59.00   | Q OR |
| 2   | 6        | 6      | Reiko Nakamura             | Giappone      | 59.36   | Q    |
| 3   | 5        | 4      | Anastasia Zueva            | Russia        | 59.61   | Q    |
| 4   | 7        | 4      | Natalie Coughlin           | Stati Uniti   | 59.69   | Q    |
| 5   | 6        | 5      | Laure Manaudou             | Francia       | 1:00.09 | Q    |
| 6   | 7        | 6      | Gemma Spofforth            | Regno Unito   | 1:00.11 | Q    |
| 7   | 6        | 4      | Margaret Hoelzer           | Stati Uniti   | 1:00.13 | Q    |
| 8   | 6        | 3      | Hanae Itō                  | Giappone      | 1:00.16 | Q    |
| 9   | 5        | 5      | Emily Seebohm              | Australia     | 1:00.27 | Q    |
| 10  | 4        | 3      | Julia Wilkinson            | Canada        | 1:00.38 | Q    |
| 11  | 5        | 8      | Antje Buschschulte         | Germania      | 1:00.48 | Q    |
| 12  | 5        | 2      | Elizabeth Simmonds         | Regno Unito   | 1:00.53 | Q    |
| 13  | 5        | 6      | Nina Živanevskaja          | Spagna        | 1:00.54 | Q    |
| 14  | 5        | 3      | Sophie Edington            | Australia     | 1:00.65 | Q    |
| 15  | 7        | 1      | Elizabeth Coster           | Nuova Zelanda | 1:00.66 | Q    |
| 16  | 6        | 1      | Kseniya Moskvina           | Russia        | 1:00.70 | Q    |
| 17  | 5        | 1      | Xu Tianlongzi              | Cina          | 1:00.82 |      |
| 18  | 7        | 7      | Fabiola Molina             | Brasile       | 1:01.00 |      |
| 19  | 3        | 3      | Carolina Colorado          | Colombia      | 1:01.19 |      |
| 20  | 4        | 4      | Melissa Ingram             | Nuova Zelanda | 1:01.24 |      |
| 21  | 5        | 7      | Kateryna Zubkova           | Ucraina       | 1:01.25 |      |
| 22  | 6        | 2      | Sanja Jovanović            | Croazia       | 1:01.30 |      |
| 23  | 7        | 2      | Alexianne Castel           | Francia       | 1:01.44 |      |
| 24  | 7        | 8      | Nikolett Szepesi           | Ungheria      | 1:01.77 |      |
| 25  | 3        | 2      | Anna Gostomelsky           | Israele       | 1:01.87 |      |
| 26  | 4        | 6      | Romina Armellini           | Italia        | 1:02.21 |      |
| 26  | 4        | 8      | Anja Carman                | Slovenia      | 1:02.21 |      |
| 28  | 4        | 5      | Mercedes Peris             | Spagna        | 1:02.30 |      |
| 29  | 3        | 1      | Sarah Sjöström             | Svezia        | 1:02.38 |      |
| 30  | 4        | 2      | Hanna-Maria Seppälä        | Finlandia     | 1:02.39 |      |
| 31  | 4        | 1      | Aisling Margaret Cooney    | Irlanda       | 1:02.50 |      |
| 32  | 3        | 7      | Alana Dillette             | Bahamas       | 1:02.56 |      |
| 33  | 1        | 4      | Kiera Aitken               | Bermuda       | 1:02.62 |      |
| 34  | 3        | 4      | Tsai Hiu Wai Sherry        | Hong Kong     | 1:02.68 |      |
| 35  | 3        | 5      | Fernanda Gonzalez          | Messico       | 1:02.76 |      |
| 35  | 2        | 4      | Zuzanna Mazurek            | Spagna        | 1:02.77 |      |
| 37  | 6        | 7      | Iryna Amshennikova         | Ucraina       | 1:02.85 |      |
| 38  | 2        | 5      | Gisela Morales             | Guatemala     | 1:02.92 |      |
| 39  | 3        | 6      | Petra Klosova              | Rep. Ceca     | 1:03.36 |      |
| 40  | 2        | 3      | Marica Strazmester         | Serbia        | 1:03.56 |      |
| 41  | 3        | 8      | Sarah Blake Bateman        | Islanda       | 1:03.82 |      |
| 42  | 6        | 8      | Christin Zenner            | Germania      | 1:03.87 |      |
| 43  | 2        | 7      | Erin Nicole Volcan Smith   | Venezuela     | 1:03.90 |      |
| 44  | 2        | 6      | Kim Yuyon                  | Corea del Sud | 1:04.63 |      |
| 45  | 2        | 2      | Yekaterina Rudenko         | Kazakistan    | 1:04.85 |      |
| 46  | 1        | 5      | Maria Virginia Baez        | Cina          | 1:05.39 |      |
| 47  | 1        | 3      | Christie Marie Bodden Baca | Panama        | 1:07.18 |      |
| DNS | 4        | 7      | Svetlana Khokhlova         | Bielorussia   | DNS     |      |
| DSQ | 7        | 3      | Zhao Jing                  | Cina          | DSQ     |      |

## Semifinali
Lunedì 11 agosto 2008 - Beijing National Aquatics Center
| #  | Corsia | Atleta             | Nazionalità   | Tempo   | Note |
| -- | ------ | ------------------ | ------------- | ------- | ---- |
| 1  | 4      | Kirsty Coventry    | Zimbabwe      | 58.77   | Q WR |
| 2  | 5      | Natalie Coughlin   | Stati Uniti   | 59.43   | Q    |
| 3  | 4      | Reiko Nakamura     | Giappone      | 59.64   | Q    |
| 4  | 5      | Anastasia Zueva    | Russia        | 59.77   | Q    |
| 5  | 3      | Gemma Spofforth    | Regno Unito   | 59.79   | Q    |
| 6  | 6      | Margaret Hoelzer   | Stati Uniti   | 59.84   | Q    |
| 7  | 6      | Hanae Itō          | Giappone      | 1:00.13 | Q    |
| 8  | 3      | Laure Manaudou     | Francia       | 1:00.19 | Q    |
| 9  | 2      | Emily Seebohm      | Australia     | 1:00.31 |      |
| 10 | 7      | Elizabeth Simmonds | Regno Unito   | 1:00.39 |      |
| 11 | 1      | Nina Živanevskaja  | Spagna        | 1:00.50 |      |
| 12 | 2      | Julia Wilkinson    | Canada        | 1:00.60 |      |
| 13 | 1      | Sophie Edington    | Australia     | 1:01.05 |      |
| 14 | 8      | Kseniya Moskvina   | Russia        | 1:01.06 |      |
| 15 | 7      | Antje Buschschulte | Germania      | 1:01.15 |      |
| 16 | 8      | Elizabeth Coster   | Nuova Zelanda | 1:01.45 |      |

## Finale
Martedì 12 agosto 2008 - Beijing National Aquatics Center
| Posizione | Atleta           | Paese       | Tempo   |
| --------- | ---------------- | ----------- | ------- |
|           | Natalie Coughlin | Stati Uniti | 0:58.96 |
|           | Kirsty Coventry  | Zimbabwe    | 0:59.19 |
|           | Margaret Hoelzer | Stati Uniti | 0:59.34 |
| 4         | Gemma Spofforth  | Regno Unito | 0:59.38 |
| 5         | Anastasia Zueva  | Russia      | 0:59.40 |
| 6         | Reiko Nakamura   | Giappone    | 0:59.72 |
| 7         | Laure Manaudou   | Francia     | 1:00.10 |
| 8         | Hanae Itō        | Giappone    | 1:00.18 |